# Gas de envasado
Un gas de envasado es un gas usado para envasar materiales que pueden deteriorarse en atmósfera modificada. Generalmente son gases inertes, o de un tipo específico que proteja el producto envasado.
Para envasar comida se emplean algunos gases aprobados (sus números E se indican entre paréntesis):
- Argón (E938), para productos enlatados.
- Helio (E939), para productos enlatados.
- Nitrógeno (E941).
- Oxígeno, para envasar verduras y otros productos vegetales.
- Hidrógeno (E949).
- Dióxido de carbono (E290), también se emplea como propelente.

Algunos tipos específicos de gas para envasado son los propelentes:
- Diclorodifluorometano, un CFC peligroso (E940), empleado en raras ocasiones.
- Óxido nitroso (E942), se usa como propelente para botes de nata.
- Butano (E943a), muy usado en productos cosméticos e insecticidas.
- Isobutano (E943b).
- Propano

- Datos: Q2071858
- Multimedia: Packaging gas / Q2071858